# La Loi de la pudeur
 (avril 2009).
La Loi de la pudeur est la transcription d’une conversation à la radio datant de 1978 à Paris entre le philosophe Michel Foucault, l’écrivain et avocat Jean Danet et Guy Hocquenghem, romancier et membre du Front homosexuel d'action révolutionnaire (FHAR), discutant de l’abolition de la loi sur la majorité sexuelle en France. La question a été mise sur le tapis dans le contexte de la libération des mœurs des années 1970, pendant qu’une réforme sur le code pénal était en cours au Parlement. De nombreux intellectuels français, dont Foucault, Danet, Hocquenghem, Derrida, Althusser, ont signé une pétition, la Lettre ouverte sur la révision de la loi sur les délits sexuels concernant les mineurs, adressée au Parlement en 1977 défendant la dépénalisation de toutes relations consenties entre adultes et mineurs de 15 ans (la majorité sexuelle en France). Finalement, le Sénat vote le 28 juin 1978 les deux amendements du gouvernement Raymond Barre (présentés par Monique Pelletier, secrétaire d’État, reprenant la proposition de loi no 261 du 8 février 1978 d’Henri Caillavet) supprimant l’alinéa 2 de l’article 330 et l’alinéa 2 (anciennement alinéa 3) de l’article 331 du Code pénal (articles discriminatoires entre actes homosexuels et hétérosexuels) — mais le 11 avril 1980, en première lecture de la proposition de loi sénatoriale « relative à la répression du viol et de certains attentats aux mœurs » de 1978, l’Assemblée nationale, par un amendement de Jean Foyer, président de la commission des lois, réintroduit l’alinéa 2 de l’article 331.
Le débat a été diffusé le 4 avril 1978 par la radio France Culture, dans son émission Dialogues. Il fut originellement publié en français sous le titre La Loi de la pudeur dans la revue Recherches no 37 d’avril 1979. Plus tard, il a été inclus dans le recueil Dits et Écrits 1976-1979 de Foucault.

## Idées principales du texte
Michel Foucault et Guy Hocquenghem insistent tout d'abord sur la pénalisation, lors du XIXe siècle, des « délits sexuels », et sur l'invention par la psychiatrie naissante de la catégorie des « pervers ». Ainsi, Foucault rappelle que le code pénal de 1810 ne réglementait pas les comportements sexuels, « comme si la sexualité ne devait pas relever de la loi ». Il montre que la « pesanteur » de la loi sur de tels actes a énormément grandi au XIXe siècle et « au XXe surtout, à l'époque de Pétain et au moment de l'amendement Mirguet (1960) » . Foucault, Hocquenghem et Danet dénoncent la psychiatrisation accrue de la société et l'instauration d'un contrôle social sur ce qu'on désigne comme « sexualité ». Foucault avait déjà esquissé cette analyse du « dispositif de sexualité » dans La Volonté de savoir (1976). « Toute la législation sur la sexualité, affirme ainsi Foucault, telle qu'elle a été mise en place depuis le XIXe siècle en France, est un ensemble de lois sur la pudeur », laquelle se révèle impossible à définir, devenant ainsi un outil flexible employé dans diverses tactiques locales. « Mais ce qui se dessine (…) c'est un nouveau système pénal, un nouveau système législatif qui se donnera pour fonction pas tellement de punir ce qui serait infraction à ces lois générales de la pudeur que de protéger des populations ou des parties de la population considérées comme particulièrement fragiles » (par exemple l'enfance). Ainsi, il y a des populations fragiles, et des « populations dangereuses » (l'adulte en général). 
Ainsi, Danet affirme que « ce qui se prépare avec l'intervention des psychiatres au tribunal, c'est une manipulation du consentement des soi-disant victimes, c'est une manipulation du consentement des enfants, c'est une manipulation de leur parole ». Utilisant entre autres l'exemple du mouvement de protestation, en Allemagne à la fin du XIXe siècle, contre le paragraphe 175 du Code pénal allemand qui réprimait tout acte homosexuel, Jean Danet montre ainsi que les psychiatres se substituent aux juges pour « pouvoir s'emparer eux-mêmes des pervers et pour pouvoir les traiter avec tout le savoir qu'ils prétendaient avoir acquis depuis 1860 environ » (Danet cite alors Morel et son Traité des dégénérescences, publié en 1857). 

### L’invention d’un crime
Foucault soulignait dans Surveiller et punir (1975) qu'alors que la loi condamnait jadis l'infraction, l'acte transgressant la loi, depuis le XIXe siècle et l'invention de la prison, nous étions entrés dans une « société disciplinaire » qui condamnait la personne et non l'acte, le criminel lui-même, appelé « délinquant ». On crée ainsi un type spécial de population, les « délinquants » ou bien les « pervers ». Au lieu de punir l'acte, on criminalise une personne ou une catégorie de la population.
Hocquenghem soutient que « tout un mélange de notions » est responsable de l’invention de l’idée de crime contre la décence, allant des interdits religieux sur la sodomie à la séparation entre le monde de l’enfance et celui de l’adulte.
Il observe que ce fut possible à cause de la création d’une catégorie de personnes considérées comme des « pervers », des « monstres légaux » dont le but dans la vie est d’avoir des relations sexuelles avec les enfants. Ils deviendront alors vraiment des insupportables pervers puisque le délit en tant que tel est reconnu et renforcé par un arsenal psychologique et sociologique. 
« Mais l'évolution globale,  selon Hocquenghem,  (…) c'est non seulement de fabriquer un type de crime qui est tout simplement le rapport érotique ou sensuel entre un enfant et un adulte, mais, d'autre part, puisque ça peut s'isoler sous la forme d'un crime, de créer une certaine "catégorie" de la population définie par le fait qu'elle s'adonne à ces plaisirs-là. Alors, il existe une catégorie particulière de pervers, au sens propre, de monstres qui ont comme but dans la vie de pratiquer le sexe avec les enfants. Ils deviennent d'ailleurs des pervers et des monstres isolables, puisque le crime en tant que tel est reconnu et constitué, et désormais renforcé par tout l'arsenal psychanalytique et sociologique. On est en train de nous fabriquer de toutes pièces un type de criminel, et un criminel qui est tellement horrible à concevoir que son crime, à la limite, se passe de toute explication, de toute victime. Un peu à la façon dont fonctionne cette espèce de monstre juridique, ce terme d'attentat sans violences (…) L'outrage public à la pudeur d'une certaine façon réalise aussi cela, dans la mesure où, comme chacun sait, l'outrage en question n'a pas du tout besoin d'un public pour être constitué. Dans le cas de l'attentat sans violence, celui où on n'a pu vraiment rien trouver, rien de rien de rien, zéro, dans ce cas-là, le criminel est simplement criminel parce qu'il est criminel, parce qu'il a ces goûts-là. »
Le journaliste Pierre Hahn remarque alors qu'on revient ainsi à la notion de criminel né, présente dans l'œuvre de Lombroso. De même que pour le terrorisme (affaire Croissant), tout avocat défendant un tel individu est soupçonné d'être lui-même favorable à de tels actes. 
Hocquenghem considère l’élaboration de ce nouveau type de criminel — un individu suffisamment « pervers pour faire une chose qui jusqu’à présent a toujours été faite sans que quiconque y fourre son nez » — « comme une étape extrêmement grave du 'point de vue politique » :
« Dans le cas d’un "attentat sans violence", le délit dans lequel la police a été incapable de trouver quoi que ce soit, rien du tout, dans ce cas, le criminel est tout simplement un criminel parce qu’il est un criminel, parce qu’il a ces goûts-là. C’est ce qui est communément appelé délit d’opinion. (…) Le délit disparaît, personne ne s’intéresse plus depuis longtemps de savoir si en fait un délit a été commis ou non, si quelqu’un a été blessé ou non. Plus personne même ne s’inquiète de savoir s’il y avait vraiment une victime ou non. »
Hocquenghem conclut que le délit se nourrit de lui-même dans une chasse à l’homme par l’identification et l’isolement d’une catégorie d’individus considérés comme des pédophiles et « l’appel au lynchage » lancé par la « presse à scandale ». 
Jean Danet ajoute que ce délit sans violence peut être utilisé par l’État pour des raisons politiques contre des individus « inconvenants » : « Incitation à un mineur de commettre un acte immoral, par exemple, peut être utilisé contre les travailleurs sociaux et les enseignants. (…) En 1976 à Nantes, un enseignant a été jugé pour avoir incité des mineurs à des actes immoraux, alors que, en réalité, il n’a fait que fournir des préservatifs aux garçons et aux filles sous sa responsabilité ». Il rappelle aussi qu'au XIXe siècle, la notion d'attentat à la pudeur a été utilisée pour contrôler les enseignants et les curés. Enfin, il souligne que si, en cas de viol, « les juges considèrent qu'il y a présomption de consentement de la part de la femme et qu'il faut démontrer le contraire », en cas d'attentat à la pudeur pédophile sans violence « c'est l'inverse. On considère qu'il y a une présomption de non consentement », induisant ainsi un renversement de la charge de la preuve. On « manipule » ainsi le « système des preuves ».

### Une société de dangers
Foucault voit l’émergence d’un nouveau système pénal avec le centre d’attention passant d’actes criminels à la définition d’individus dits dangereux. Il prédit l’avènement d’une société sécuritaire fondée sur la notion de « danger » et met en garde contre la tentation de légiférer à propos des comportements sexuels, tentation qui semble aller à contre-courant de l'idéologie libérale. Mais, comme il le montrera dans d'autres textes (notamment un article publié par l'édition spéciale 2000 du Monde), la société libérale est aussi une société sécuritaire basée sur la notion de « risque » et de « danger » :

« On condamnait des formes de conduite. Maintenant (...) ce qui, par conséquent, va se trouver fondé par l'intervention et de la loi, et du juge, et du médecin, ce sont des individus dangereux. On va avoir une société de dangers avec, d’un côté, ceux qui sont mis en danger, et d'un autre côté, ceux qui sont porteurs de danger. Et la sexualité ne sera plus une conduite avec certaines interdictions précises ; mais la sexualité, ça va devenir une espèce de danger qui rôde, une sorte de fantôme omniprésent, fantôme qui va se jouer entre hommes et femmes, entre enfants et adultes, et éventuellement entre adultes entre eux, etc. La sexualité va devenir cette menace dans toutes les relations sociales, dans tous les rapports d'âges, dans tous les rapports d'individus. C'est là sur cette ombre, sur ce fantôme, sur cette peur que le pouvoir essaiera d'avoir prise par une législation apparemment généreuse et en tout cas générale ; et grâce à une série d'interventions ponctuelles qui seront celles, vraisemblablement, des institutions judiciaires appuyées sur les institutions médicales. »

Il a identifié la peur de la sexualité des autres comme la raison de ce changement : « Le législateur ne justifiera pas les mesures qu’il propose en disant : la décence universelle de l’humanité doit être défendue. Ce qu’il dira c’est ceci : il y a des gens pour qui la sexualité des autres devient un danger permanent. »
Foucault prévoyait un nouveau régime pour la supervision de la sexualité, avec l’intervention des institutions légales et le support des institutions médicales. Il complète en affirmant : « Je dirais que le danger est là », mettant ainsi en garde contre un contrôle social accru sur le comportement de chacun, thèse déjà détaillée dans son livre Surveiller et punir (1975).

### L’établissement d’un nouveau pouvoir médical
Foucault a insisté qu’avec ce changement de cible vers l’individu, la législation en appelle maintenant au savoir médical, donnant l’occasion aux psychiatres d’intervenir deux fois : premièrement pour dire que les enfants ont vraiment une sexualité, et deuxièmement pour établir que la sexualité de l’enfant est un territoire avec sa propre géographie, où l’adulte ne doit pas interférer.
Jean Danet a ajouté que certains psychiatres considèrent que les relations sexuelles entre enfants et adultes « sont toujours traumatisantes », que l’enfant « est marqué à jamais », qu’il va devenir émotionnellement perturbé et que si l’enfant ne s’en souvient pas, c’est parce qu’elles demeurent dans son subconscient.
Il se demande si l’intervention des psychiatres au tribunal n’est pas une manipulation du consentement des enfants, de leurs mots. Foucault remarque avec ironie la position des spécialistes :
« Il se peut que l’enfant, avec sa propre sexualité, ait désiré cet adulte, il peut même avoir consenti, il peut même avoir fait le premier pas. Nous pouvons même admettre que c’est lui qui a séduit l’adulte. Mais nous, spécialistes avec notre savoir psychologique, savons parfaitement que même l’enfant qui séduit court le risque d’être blessé et traumatisé. (…) Par conséquent, l’enfant doit être 'protégé de ses propres désirs', même si ses désirs le portent vers un adulte ».
Il conclut que c’est dans ce nouveau cadre législatif – « fondamentalement destiné à la protection de certains groupes vulnérables de la population avec l’établissement d’un nouveau pouvoir médical » – que la conception de la sexualité et des relations entre la sexualité de l’adulte et de l’enfant sera basée et, il considère cela comme « extrêmement discutable ».

### Accuser celui qui parle
Hocquenghem a observé que la pétition française de 1977 a été signée par de nombreuses personnes « qui ne peuvent être suspectées d’être spécialement des pédophiles ni d’entretenir des vues politiques extravagantes ».
Jean Danet a fait remarquer que les avocats qui défendaient quelqu’un d’inculpé d’acte indécent avec un mineur 
 
avaient de sérieux problèmes. Plusieurs, disait-il, évitent de le faire, et préfèrent être appointés par le tribunal. Il disait que « quiconque défend un pédophile peut être suspecté d’avoir de la sympathie pour leur cause. Même les juges le pensent intérieurement : s’il les défend c’est parce qu’il n’est pas vraiment contre lui-même ».
Il a soutenu que « ce n’est pas parce que quelqu’un est impliqué dans une lutte contre une autorité quelconque, (…) que cela signifie qu’il est du côté de ceux qui y sont assujettis ». Deux exemples sont donnés, datant du XIXe siècle et du début du XXe : en France, une lettre ouverte signée par des psychologues, des sexologues et des psychiatres demandant la dépénalisation des actes immoraux avec les mineurs âgés de 15 à 18 ans, et en Allemagne lorsque tout un mouvement (fait d’homosexuels et de membres de la communauté médicale) a protesté contre une loi qui criminalise les actes homosexuels.

### L'enfance et la notion de consentement
Foucault et Hocquenghem mettent tous deux en cause la « notion contractuelle » de « consentement » (à la base de la théorie libérale du contrat social) comme critère visant à déterminer s'il y a délit ou non. « Cette notion de consentement est un piège. Personne ne signe un contrat avant de faire l’amour », a dit Hocquenghem. Ils insistent sur la complexité à déterminer s'il y a effectivement consentement ou non (puisque avec l'intervention du concept d'idéologie, refusée par la philosophie politique libérale, le consentement peut être feint ou être l'effet d'une mystification — voir aussi les contrats léonins). Ils défendent ainsi l'idée d'une autonomie de l'enfant et de ses désirs, s'opposant ainsi à la désignation de pédophilie de tout rapport affectif et érotique entre un mineur (notion juridique, et non biologique) et une personne majeure. En outre, ils soulignent la difficulté pour la loi (générale par nature) d'établir une limite d'âge (Foucault cite ainsi un juge, qui affirmait qu'« après tout, il y a des filles de dix-huit ans qui sont pratiquement obligées de faire l'amour avec leur père ou leur beau-père ; elles ont beau avoir dix-huit ans, c'est un système de contrainte qui est intolérable. » En outre, même si le mineur se déclare consentant, sa parole ne sera pas prise en compte, et n'aura donc « pas la valeur juridique d'un consentement ». En d'autres termes, la notion contractuelle de consentement contredit celle d'enfance, puisqu'il faut être majeur, par définition, pour pouvoir passer un contrat juridique, c'est-à-dire consentir à…
Toutefois, cela n'implique pas, à leurs yeux, la légitimation de tout rapport affectif et sexuel entre un enfant et un adulte : « Nous ne disons pas, bien sûr, que le consentement est toujours là ». Ainsi, ils distinguent dans la pétition les actes sans violence, légitimes, des actes avec violence, illégitimes : « Nous avons pris grand soin, affirme ainsi Hocquenghem, de parler exclusivement d’acte indécent n’impliquant pas de violence et d’incitation du mineur à commettre un acte indécent. Nous avons fait extrêmement attention à ne pas toucher, de quelque manière que ce soit, au problème du viol, qui est totalement différent. »
S'ils condamnent sans ambiguïtés le viol, ces auteurs soulignent néanmoins le danger d'attiser l'hystérie sécuritaire et les peurs populaires au nom d'objectifs démagogiques. Ils mettent ainsi en garde contre toute tentation de chasse aux sorcières appliquée à ceux qu'on appelle désormais les « délinquants sexuels » (il est important de maintenir à l'esprit la thèse de Surveiller et punir (1975), selon laquelle la « délinquance » est un objet d'analyse construit afin de cibler certaines catégories de la population et d'assurer un autocontrôle des classes populaires ; la « délinquance » remplace ainsi les « illégalismes populaires »).

### La crédibilité des enfants au tribunal
En ce qui concerne la crédibilité des enfants au tribunal, Foucault commence par faire remarquer qu’officiellement, les enfants sont supposés avoir une sexualité qui ne peut jamais être dirigée vers un adulte, et sont également supposés ne pas être capables de parler d’eux-mêmes d’une manière suffisamment lucide. Tout comme, au sein du Groupe information prisons (GIP), il refusait de parler au nom des prisonniers et s'opposait au discours des criminologues sur les « délinquants », il insiste ici sur la valeur de la parole propre des enfants. Ainsi, il affirme : « Après tout, écouter un enfant, l’écouter parler, l’écouter expliquer comment sont en fait ses relations avec quelqu’un, adulte ou non, du moment que quelqu’un l’écoute avec suffisamment de compassion, doit permettre à quelqu’un d’établir plus ou moins le degré de violence, s’il y en a, qui a été utilisé ou le degré de consentement qui a été donné ».
Foucault s’est opposé avec véhémence au doute sur la capacité de l’enfant à juger de l'existence ou non d'un abus : « Présumer qu’un enfant est incapable d’expliquer ce qui s’est passé et de donner son consentement sont deux abus intolérables, tout à fait inacceptable. (…) On peut avoir confiance en l’enfant pour dire s’il est ou non soumis à la violence.» Il s'oppose ainsi aux faits de maintenir des êtres humains en situation de minorité juridique (la femme jusqu'aux luttes féministes et à son émancipation, les enfants, etc. — voir aussi le texte de Kant, Was ist Aufklärung?). 
Hocquenghem insistait quant à lui sur le caractère contraignant de l'audition publique : « L’affirmation en public du consentement à de tels actes est extrêmement difficile, comme vous le savez. Tout le monde – les juges, les docteurs, l’inculpé - savent que l’enfant était consentant – mais personne ne dit quoi que ce soit car, par-dessus tout, il n’y a aucun moyen de le présenter. »
Hocquenghem soulignait ainsi qu’il est impossible d’exprimer les rapports complets entre un adulte et un enfant, des rapports impliquant toutes sortes de relations affectives (incluant divers contacts physiques) et passant par plusieurs stades (qui ne sont pas tous exclusivement sexuels), seulement en termes de consentement, et que les exprimer en termes de consentement est une absurdité : « De toute façon, si on écoute ce que dit l'enfant, et s'il dit : "Je voulais bien", ça n’a pas la valeur juridique d'un consentement. »
Foucault comme Hocquenghem se méfiaient en effet de la notion libérale du « consentement » comme fondement du contrat social (d'autres auteurs, tel Philip Pettit, remplaceront ce critère du consentement par l'absence de contestation effective).